# CNN Portugal
CNN Portugal ist ein portugiesischer Nachrichtensender und Ableger des US-amerikanischen Senders CNN, der seinen Sendebetrieb am 22. November 2021 aufnahm. Direktor ist seit Beginn Nuno Santos (Stand Januar 2023).
Eigentümer ist Media Capital, ein börsennotiertes Medienunternehmen des portugiesischen Unternehmers und Investors Mário Ferreira. Media Capital gehört u. a. auch der Fernsehsender TVI, der Radiosender Rádio Comercial und das Internetportal IOL.

## Geschichte
Am Montag, den 22. November 2021 um 20:56 Uhr nahm CNN Portugal seinen Sendebetrieb auf und löste damit TVI24 ab, den 2009 gestarteten TVI-Nachrichtensender. Als bekanntestes Gesicht eröffnete die Journalistin Judite Sousa den Sendebetrieb, die als langjährige Nachrichtensprecherin des öffentlich-rechtlichen Senders Rádio e Televisão de Portugal (RTP) einem breiten Publikum bekannt wurde und 2011 zum Privatsender TVI ging.
Seither berichtet CNN Portugal über Bereiche wie Politik, Wirtschaft, Sport und Gesellschaft. Neben Nachrichtensendungen mit einer Reihe Nachrichtensprecher berichten eine Vielzahl Korrespondenten und kommentieren eine große Zahl von Kommentatoren, und Journalisten interviewen Persönlichkeiten aus Politik, Wirtschaft und Gesellschaft. Unter den Kommentatoren sind so unterschiedliche Namen wie die Wirtschaftswissenschaftlerin und Politikerin Manuela Ferreira Leite, die Journalistin Helena Ferro de Gouveia, der Fußballspieler Paulo Futre oder die ehemaligen Minister Miguel Relvas (PSD) und Teixeira dos Santos (PS).